# Чудовище (фильм, 1985)
«Чудовище» (др. название Тварь с Титана) (англ. Creature) — американский фантастический фильм ужасов 1985 года режиссёра Уильяма Мелоуна.
Фильм номинировался на премию «Сатурн» 1985 года в номинации лучший фильм ужасов, а также на премию организации Academy of Science Fiction, Fantasy and Horror Films за лучшие спецэффекты, но проиграл в обеих номинациях фильму «Гремлины».
Вскоре после выпуска фильм перешёл в общественное достояние, был многократно выпущен в форматах VHS и DVD. В 2007 году фильм был показан на телеканале Cinema Insomnia. Позднее компания Apprehensive Films выпустила версию Cinema Insomnia на DVD.
В марте 2013 года режиссёр Мелоун перевыпустил «Чудовище» на DVD под первоначальным названием Titan Find без правок и впервые на широком экране.
В фильме показаны специальные эффекты Роберта и Денниса Скокака, которые позднее разрабатывали специальные эффекты для фильма Чужие.

## Описание сюжета
Недалёкое будущее. Солнечная система становится ареной острой конкурентной борьбы двух крупных корпораций: американской NTI и западногерманской Richter Dynamics.
Двое геологов NTI находят на крупнейшем спутнике Сатурна Титане древнее инопланетное хранилище живых образцов. Внезапно из одного контейнера вырывается нечто и расправляется с двумя исследователями. Два месяца спустя корабль геологов врезается в земную орбитальную станцию «Конкорд», экипаж станции перед гибелью успевает заметить на экране связи мёртвого пилота в рубке корабля.
NTI посылает корабль «Шенандоа» на Титан. Экипаж: капитан Майк Дэвидсон, Сьюзен Деламбр, Джон Феннел, представитель корпорации Дэвид Перкинс, инженер Бет Слейден и офицер безопасности Мелани Брайс. Выйдя на орбиту космонавты засекают сигнал бедствия с германского корабля. Приземлившийся «Шенандоа» проваливается в каверну и разбивается. Экипаж отправляет поисковую партию на германский корабль. Нечто убивает Сьюзен. Оставшиеся уходят обратно на «Шенандоа». Феннел видит Сьюзен и выходит за ней, но та заманивает его и помогает некоей сущности установить над ним контроль.
На борт проникает германский космонавт Хоффнер. Он утверждает, что немцы нашли древнее хранилище но некая тварь уничтожила весь экипаж, в живых остался только Хоффнер. Чудовищу удавалось как-то контролировать разум членов экипажа, которые стали убивать друг друга. Хоффнер предлагает зачистить германский корабль и улететь на нём. Он отправляется на корабль вместе с Брайс, но его атакует Сьюзен. Брайс убегает в неизвестном направлении.
Американцы получают вызов от Феннела с германского корабля, он заверяет, что корабль находится в полной исправности. Слейден остаётся на «Шенандоа», остальные идут на германский корабль. Феннел, находящийся под контролем чудовища, убивает Оливер, но Дэвидсону удаётся с ним расправится. Тем временем, зомбированные немцы атакуют «Шенандоа». Слейден выскакивает наружу. Хоффнер помогает ей добраться до германского корабля, однако чудовище овладевает его рассудком и американцам приходится его убить.
Слейден удаётся оглушить чудовище током, однако оно быстро приходит в себя и убивает Перкинса. Американцам удаётся набросить на него сеть с германской взрывчаткой, в решающий момент им на помощь приходит Брайс, всё это время блуждавшая по Титану. Ей удаётся активировать взрывчатку и покончить с чудовищем. Трое выживших американцев благополучно улетают на германском корабле.

## В ролях
- Стэн Ивар — капитан Майк Дэвидсон
- Уэнди Шаал — инженер Бет Слейден
- Лаймен Уард — представитель корпорации Дэвид Перкинс
- Роберт Яффе — Джон Феннел
- Диана Сэллинджер — офицер безопасности Мелани Брайс
- Анет Маккарти — доктор Венди Оливер
- Мэри Ролан — Сьюзен Деламбр
- Клаус Кински — Ханс-Руди Хоффнер